# Guam

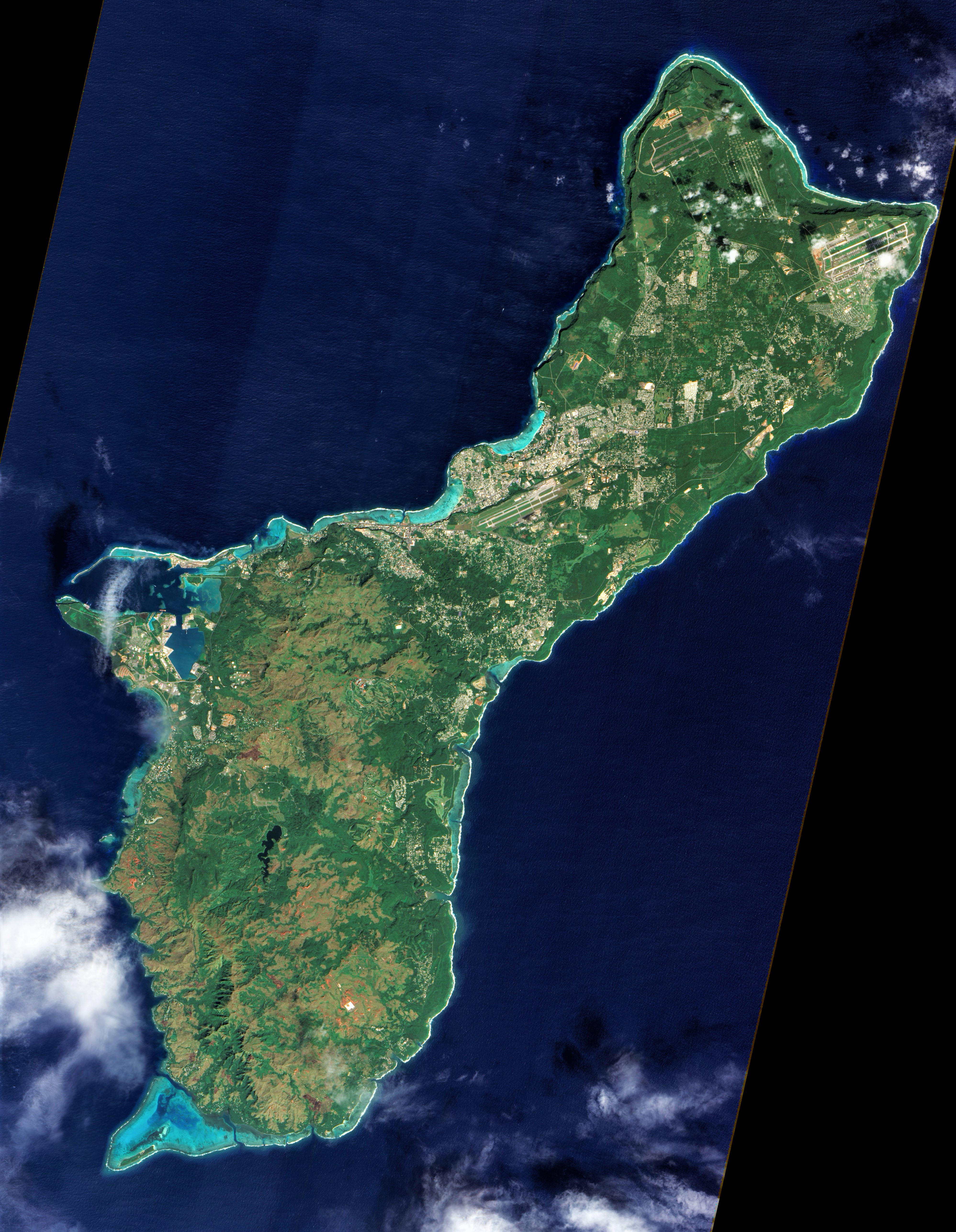
Guam vanuit de ruimte

Guam (Chamorro: Guåhan) is een Oceanisch eiland, onderdeel van de regio Micronesië. Het eiland vormt een afzonderlijk territorium van de Verenigde Staten en is niet onafhankelijk. De hoofdstad is Hagåtña. Inwoners van Guam zijn automatisch Amerikaans staatsburger bij geboorte.
Guam bevindt zich in de Grote Oceaan ten noorden van de Carolinen en ten zuiden van de Noordelijke Marianen. Het is het zuidelijkste eiland van de Marianen. Op Guam wordt Chamorro gesproken en in mindere mate ook Engels.

## Geschiedenis
Zoals alle eilanden van de Marianen werd Guam al rond 1500 v.C. bewoond door de Chamorro, die waarschijnlijk afkomstig waren uit het gebied van het huidige Indonesië. In 1521 kwam Guam voor het eerst in contact met Europeanen, toen Ferdinand Magellaan de Utamac-baai op Guam binnenvoer. Van 1565-1898 was Guam een Spaanse kolonie. Vanaf 1668 probeerden de Spanjaarden de Chamorro te bekeren. Tijdens de ruim twintig jaar oorlog die volgde werd de bevolking gehalveerd.
In 1898 werd Guam door de Amerikanen veroverd tijdens de Spaans-Amerikaanse Oorlog. In de Tweede Wereldoorlog werd Guam bezet door de Japanners. In 1944 werd Guam heroverd door het Amerikaanse leger, dat na de oorlog een derde van het eiland in bezit hield. Pas in 1986 kregen landeigenaren na een rechtszaak een schadevergoeding toegewezen.

## Geografie
Guam ligt in de Filipijnenzee in het westen van de Grote Oceaan op ongeveer 13° noorderbreedte en 144° oosterlengte. Het is het zuidelijkste eiland van de Marianen, een eilandengroep ten westen van de Marianentrog in Micronesië. Guam heeft een oppervlakte van 549 km² en is daarmee het grootste eiland van Micronesië. Het eiland is ongeveer 48 km lang en 18,5 km breed en de kustlijn bedraagt 125,5 km. Het hoogste punt op het eiland is de Mount Lamlam (406 m).
Het eilandje Cocos Island is via een lagune en een koraalrif met het hoofdeiland Guam verbonden. Dit eiland is onbewoond.

### Bestuurlijke indeling

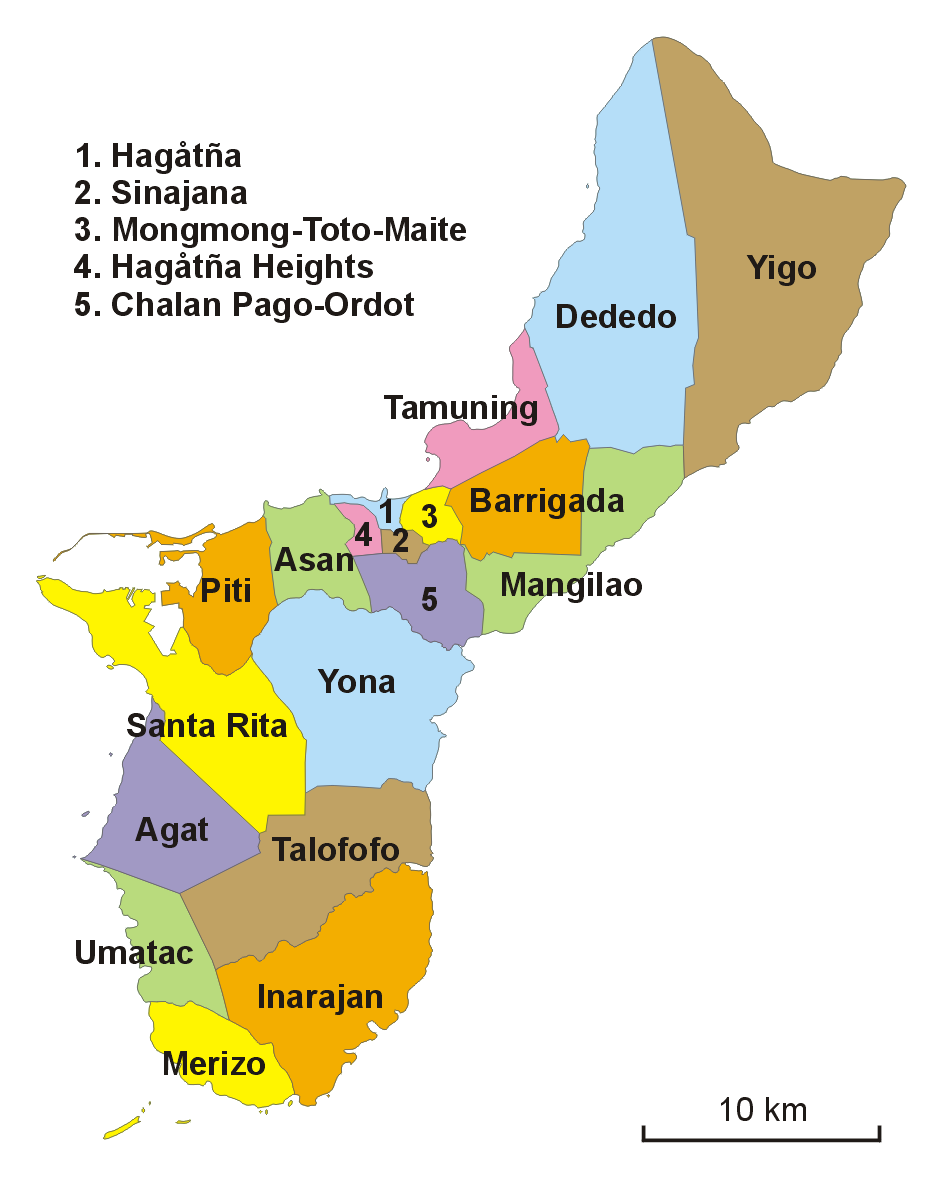
De gemeenten van Guam

Het eiland is opgedeeld in 19 gemeenten, die in grootte verschillen van ruim 2 km² tot en met 92 km² en in bevolkingsomvang van minder dan 800 inwoners tot bijna 45.000 inwoners. Hieronder volgt een overzicht van de gemeenten.
| Gemeente            | Inwoners (2010) | Oppervlakte in km² | Inwoners per km² |
| ------------------- | --------------- | ------------------ | ---------------- |
| Agana Heights       | 3.808           | 2,67               | 1.426,23         |
| Agat                | 4.917           | 26,76              | 183,74           |
| Asan                | 2.137           | 14,74              | 144,98           |
| Barrigada           | 8.875           | 22,02              | 403,04           |
| Chalan-Pago-Ordot   | 6.822           | 14,69              | 464,40           |
| Dededo              | 44.943          | 79,05              | 568,54           |
| Hagåtña (hoofdstad) | 1.051           | 2,46               | 427,24           |
| Inarajan            | 2.273           | 48,54              | 46,83            |
| Mangilao            | 15.191          | 26,39              | 575,63           |
| Merizo              | 1.850           | 16,21              | 114,13           |
| Mongmong-Toto-Maite | 6.825           | 4,71               | 1.449,04         |
| Piti                | 1.454           | 19,53              | 74,45            |
| Santa Rita          | 6.084           | 42,11              | 144,48           |
| Sinajana            | 2.592           | 2,31               | 1122,08          |
| Talofofo            | 3.050           | 46,08              | 66,19            |
| Tamuning            | 19.685          | 14,63              | 1345,52          |
| Umatac              | 782             | 16,19              | 48,30            |
| Yigo                | 20.539          | 92,23              | 222,69           |
| Yona                | 6.480           | 52,11              | 124,35           |

## Bevolking
In 2008 woonden er ongeveer 175.000 mensen op Guam. De grootste etnische groep bestaat uit de autochtone Chamorro's. Zij maken 37,1% deel uit van de bevolking. Andere volken zijn: Filipino (25,5%) en blanken (10%). De resterende mensen zijn van Chinese, Japanse of Koreaanse afkomst. Het merendeel van de bevolking, zo'n 85%, is Rooms-katholiek.

### Chinezen
Op Guam is een kleine Chinese gemeenschap te vinden. De hoofdstad Hagåtña kent een Chinese buurt. De Chinezen op Guam hebben verschillende verenigingen opgericht:
- United Chinese Association of Guam
- Guam Fo Guang Shan Buddhist Temple
- Chinese Ladies Association of Guam
- Guam Chinese School Foundation
- Chinese School Board Association
- Chinese Chamber of Commerce of Guam

## Communicatie en transport
Het grootste deel van het eiland heeft ultramoderne mobiele telefoondiensten en snel internet dat op grote schaal beschikbaar is via kabel of DSL. Guam werd in 1997 toegevoegd aan het North American Numbering Plan (NANP). Het landnummer 671 werd NANP-netnummer 671. Dit elimineerde de barrière van dure internationale langeafstandsgesprekken naar het vasteland van de VS.
Guam is een belangrijk knooppunt voor onderzeese communicatiekabels tussen het westen van de VS, Hawaï, Australië en Azië. Guam bedient momenteel twaalf onderzeese kabels, waarvan de meeste doorgaan naar China. Deze connectiviteit uit zich ook in de snelheid van communicatie beschikbaar op het eiland zelf.
In 1899 werden de lokale postzegels overdrukt met "Guam", zoals werd gedaan voor de andere voormalige Spaanse koloniën, maar dit werd kort daarna stopgezet en sindsdien worden er regelmatig Amerikaanse postzegels gebruikt. Guam maakt deel uit van het U.S. Postal System (postafkorting: GU, postcodebereik: 96910-96932). Post naar Guam vanaf het vasteland van de VS wordt als binnenlands beschouwd en er zijn geen extra kosten vereist. Particuliere rederijen, zoals FedEx, UPS en DHL, zijn echter niet verplicht om dit te doen en beschouwen Guam niet als binnenlands.
De snelheid van de post die tussen Guam en de staten reist, is afhankelijk van de grootte en de tijd van het jaar. Lichte, eersteklas artikelen doen er over het algemeen minder dan een week over van of naar het vasteland. Grotere eersteklas of Priority-items kunnen een week of twee duren. Vierdeklaspost, zoals tijdschriften, wordt na het bereiken van Hawaï over zee vervoerd. De meeste inwoners maken gebruik van postbussen of particuliere brievenbussen, hoewel thuisbezorging steeds meer beschikbaar wordt.
De haven van Guam is de levensader van het eiland, omdat de meeste producten voor consumenten naar Guam moeten worden verscheept. Het wordt wekelijks bediend door een schip van de in Hawaï gevestigde rederij Matson, Inc., waarvan de containerschepen Guam verbinden met Honolulu, Hawaï; Los Angeles, Californië; Oakland, Californië; en Seattle, Washington. De haven is ook het regionale overslagknooppunt voor meer dan 500.000 klanten in de hele Micronesische regio. De haven is ook het verzend- en ontvangstpunt voor containers die zijn aangewezen voor de Amerikaanse militaire installaties.
Guam wordt bediend door de internationale luchthaven Antonio B. Won Pat International Airport. Het eiland ligt buiten de douanezone van de Verenigde Staten, dus Guam is verantwoordelijk voor het opzetten en exploiteren van een eigen douane- en quarantainebureau en jurisdictie. Daarom voert de Amerikaanse douane en grensbescherming alleen immigratie uit, maar geen douanefuncties. Aangezien Guam onder de federale immigratiejurisdictie valt, slaan passagiers die rechtstreeks uit de Verenigde Staten komen de immigratie over en gaan ze rechtstreeks door naar de douane en quarantaine van Guam.
De meeste inwoners reizen binnen Guam met voertuigen in persoonlijk bezit. De Guam Regional Transit Authority biedt bus- en paratransitdiensten met een vaste route, en sommige commerciële bedrijven exploiteren bussen tussen door toeristen bezochte locaties.

## Basis
De Verenigde Staten hebben op Guam een belangrijke marine- en luchtmachtbasis voor zesduizend man en B-1-bommenwerpers. De Joint Region Marianas (JRM) voeren het commando over de Naval Base Guam van de United States Navy en de Andersen Air Force Base van de United States Air Force. Op het eiland liggen militaire installaties op een oppervlakte van zo'n 160 km², wat 29% van de eilandoppervlakte betekent.  Naast de twee grootste basissen is er ook een Marine Corps Base Camp Blaz, het Naval Computer and Telecommunications Station Guam, het Naval Radio Station Barrigada, de Joint Region Marianas Headquarters en het Naval Hospital Guam.

## Flora en fauna
Op Guam komen de volgende zoogdieren voor:
- Muskusspitsmuis (Suncus murinus) (geïntroduceerd)
- Huiskat (Felis catus) (geïntroduceerd)
- Wild zwijn (Sus scrofa) (geïntroduceerd)
- Witliphert (Cervus timorensis) (geïntroduceerd)
- Huismuis (Mus domesticus)
- Pacifische rat (Rattus exulans)
- Aziatische zwarte rat (Rattus tanezumi)
- Pteropus mariannus (vleermuis)
- Emballonura semicaudata (vleermuis)

De Pteropus tokudae, een vleermuis, is vrijwel zeker uitgestorven.
Door de introductie van de bruine nachtboomslang (Boiga irregularis) werd de flora en fauna van Guam sterk ontregeld. Nadat de slang als verstekeling bij een militair transport aan het einde van de Tweede Wereldoorlog op het eiland terechtkwam, heeft deze al enkele diersoorten doen uitsterven, waaronder tien vogelsoorten zoals de Micronesische ijsvogel (Halcyon cinnamomina cinnamomina) en de Guammonarch (Myiagra freycineti).
De bruine nachtboomslang kent geen natuurlijke vijanden op het eiland (maar heeft wel varkens en varanen als vijand) en daardoor is de soort explosief gegroeid, met een aantal dat ligt rond de 2 miljoen. De bevolking ziet de beesten echter nauwelijks doordat de soort vooral 's nachts actief is. In 2013 begon een campagne tegen de bruine boomslang door het verspreiden van vergiftigde dode muizen, die echter weinig effect had.

## Galerij

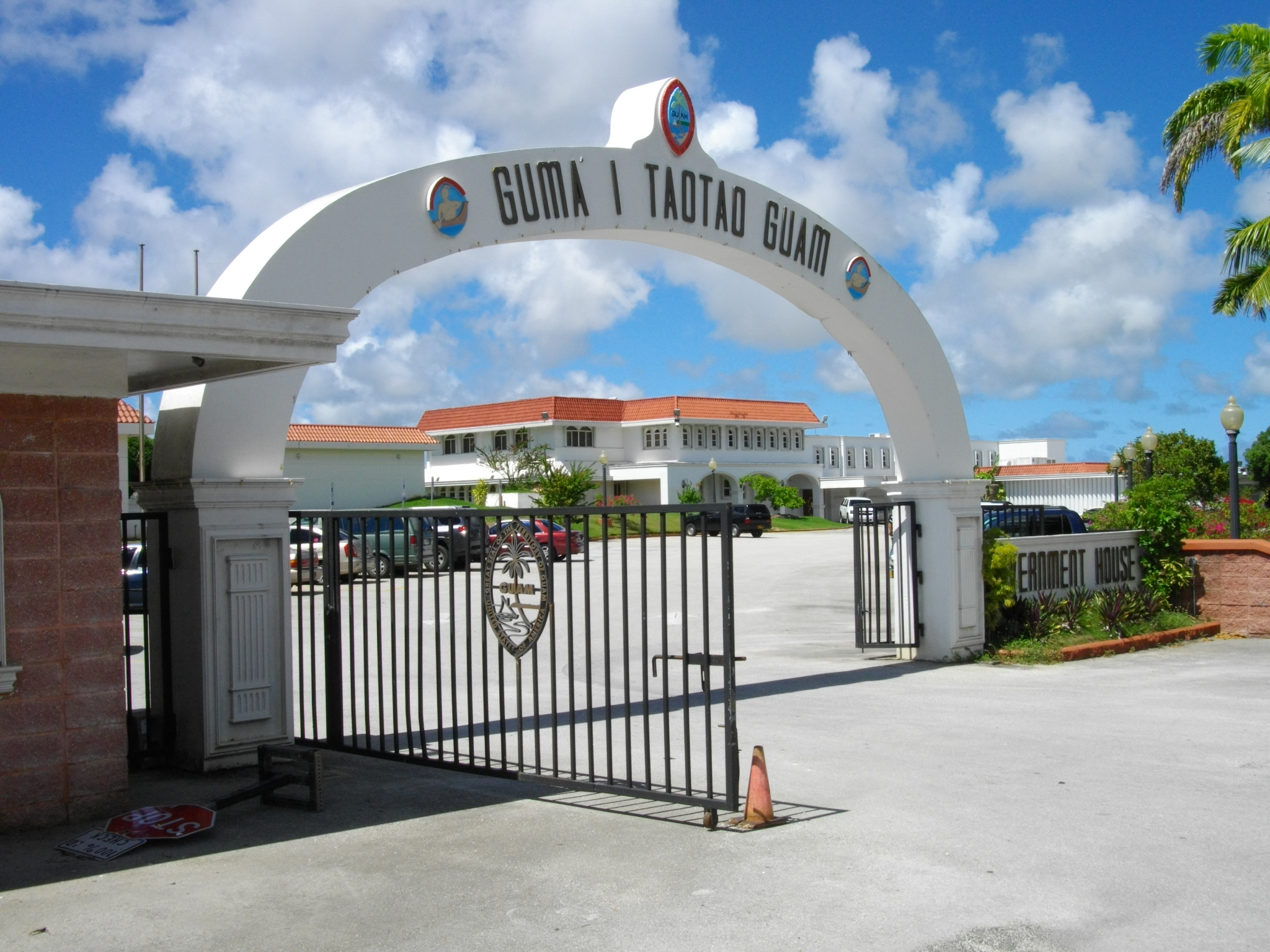
Gouvernementsgebouw
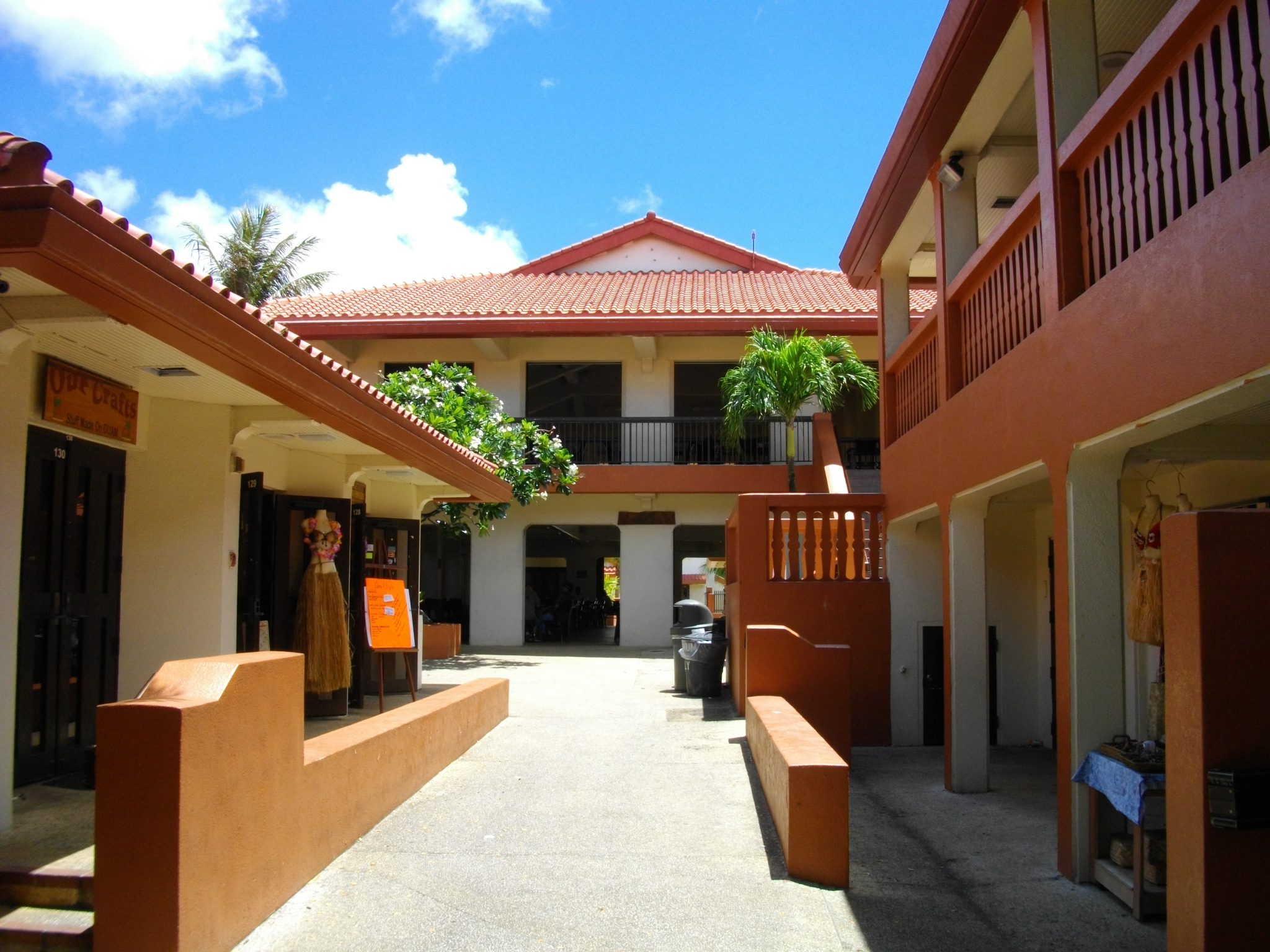
Chamorro Village
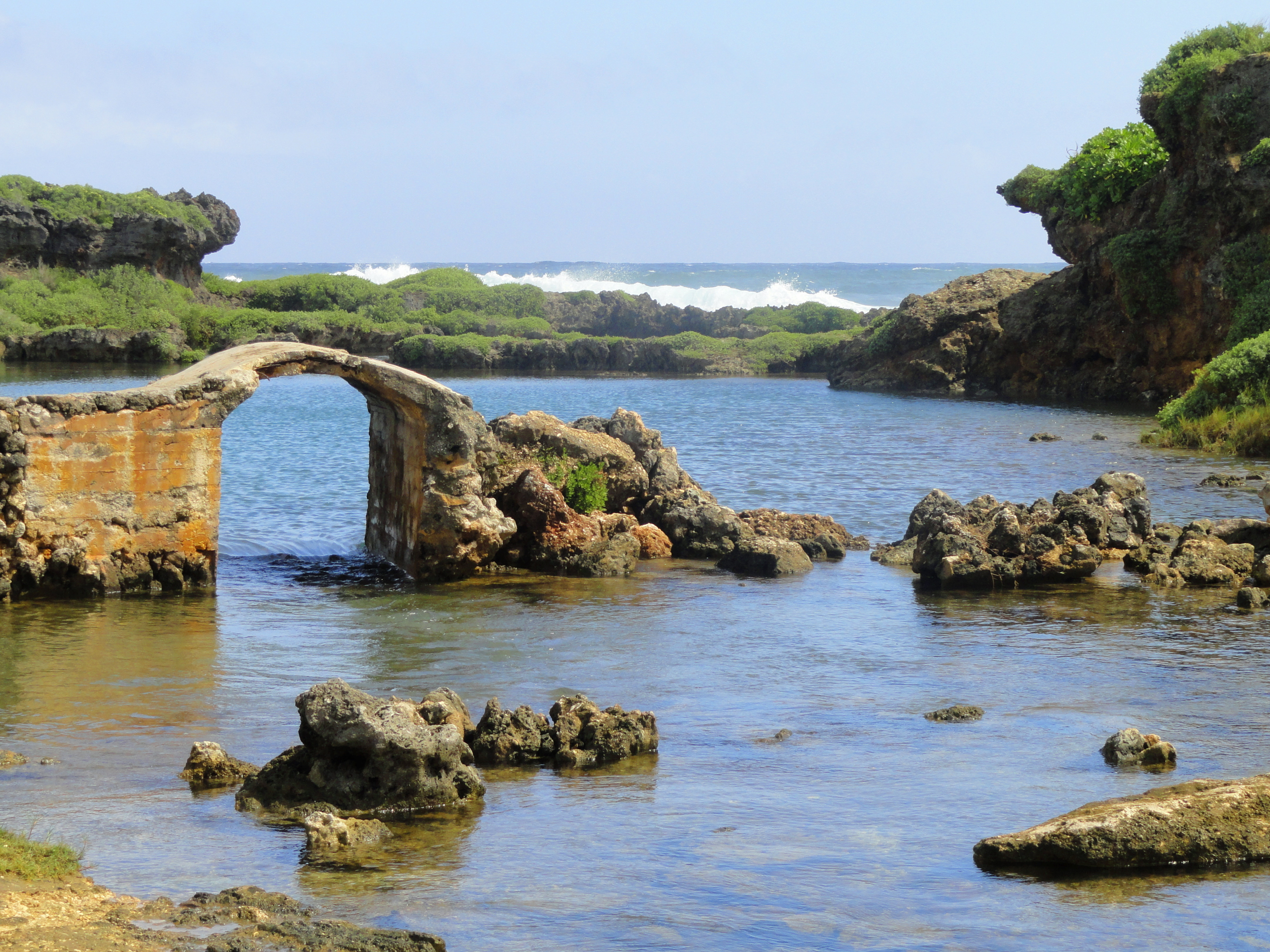
Salaglula Pools
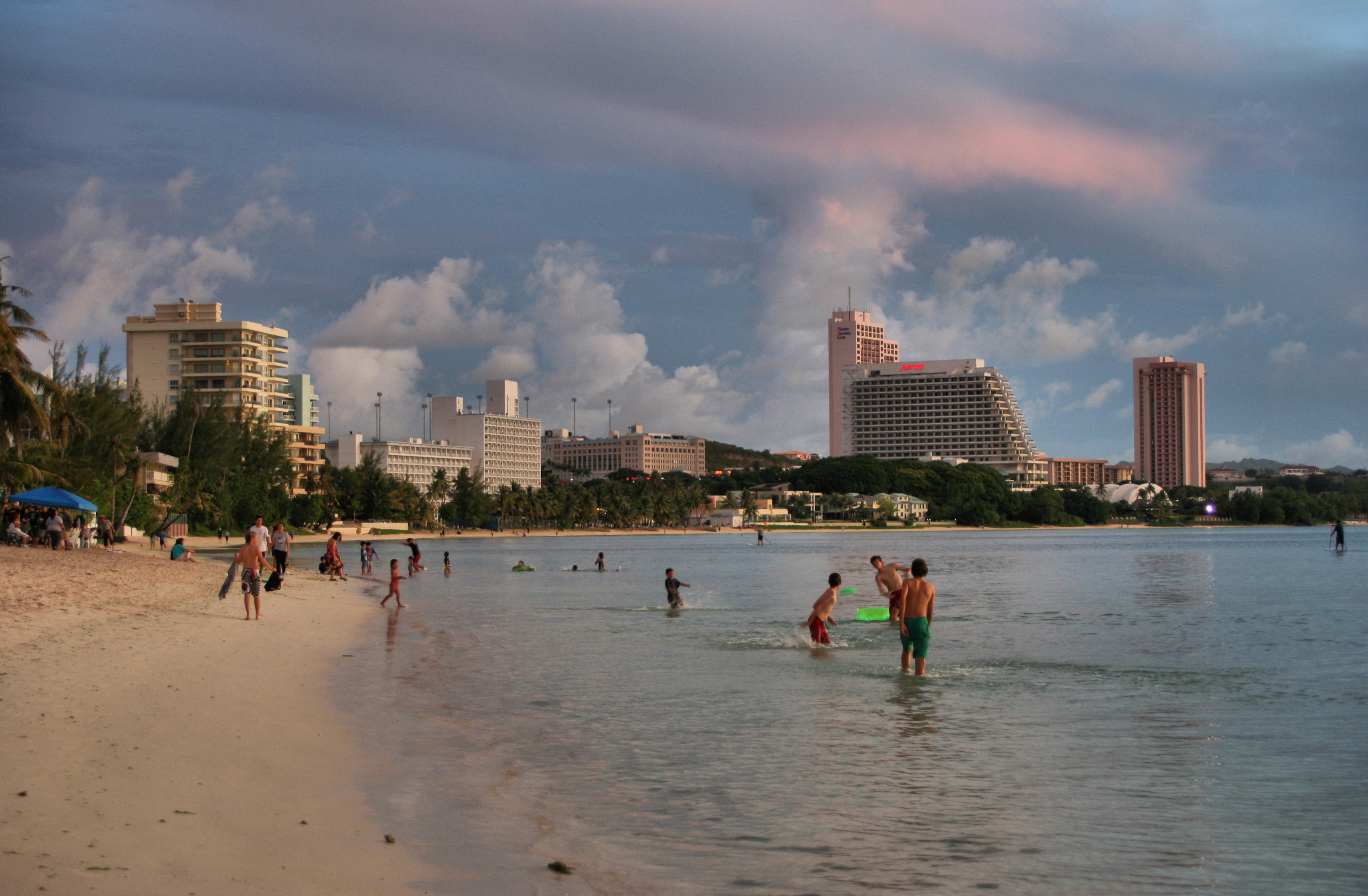
Tumon Beach
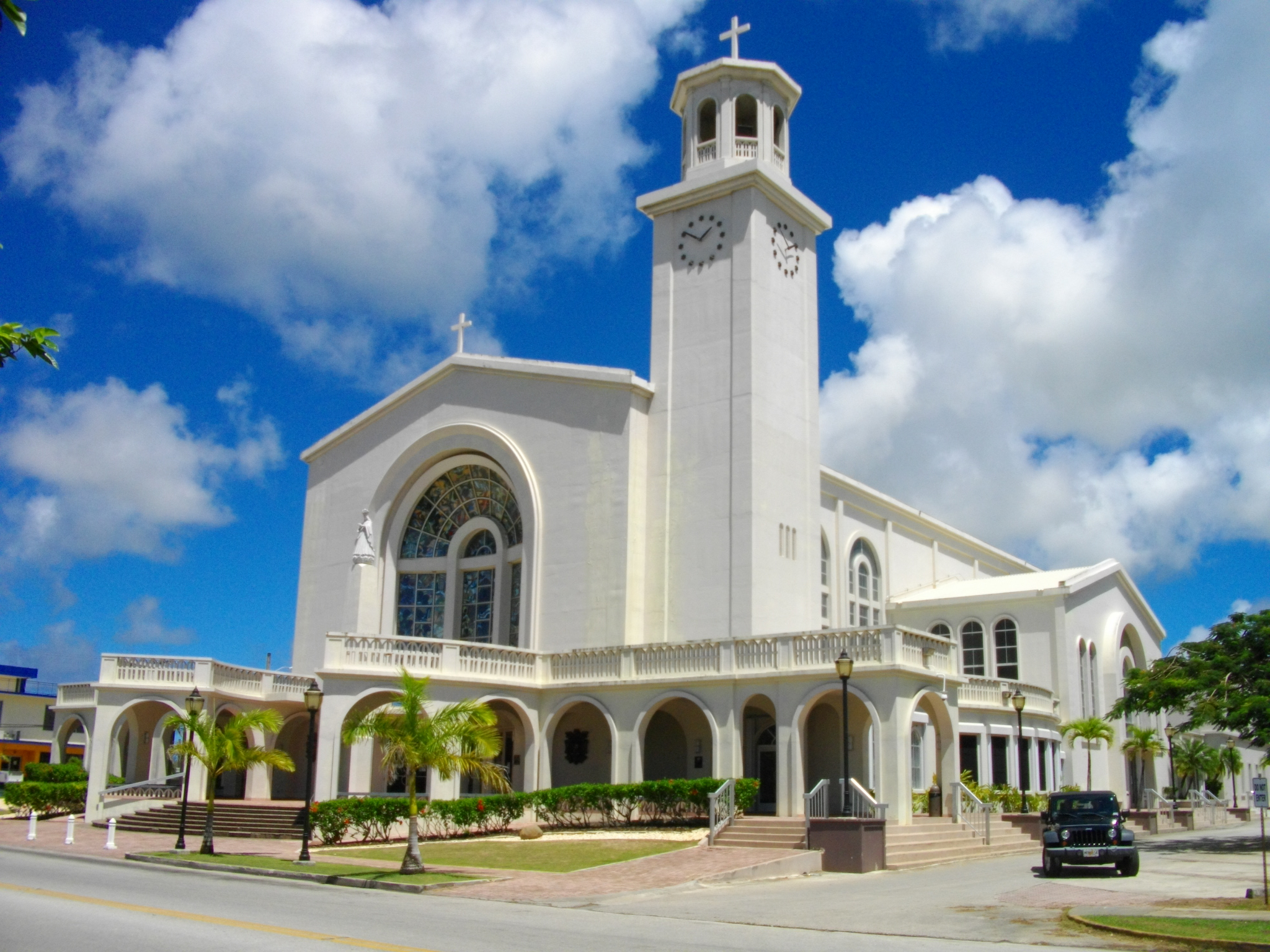
Kathedrale basiliek
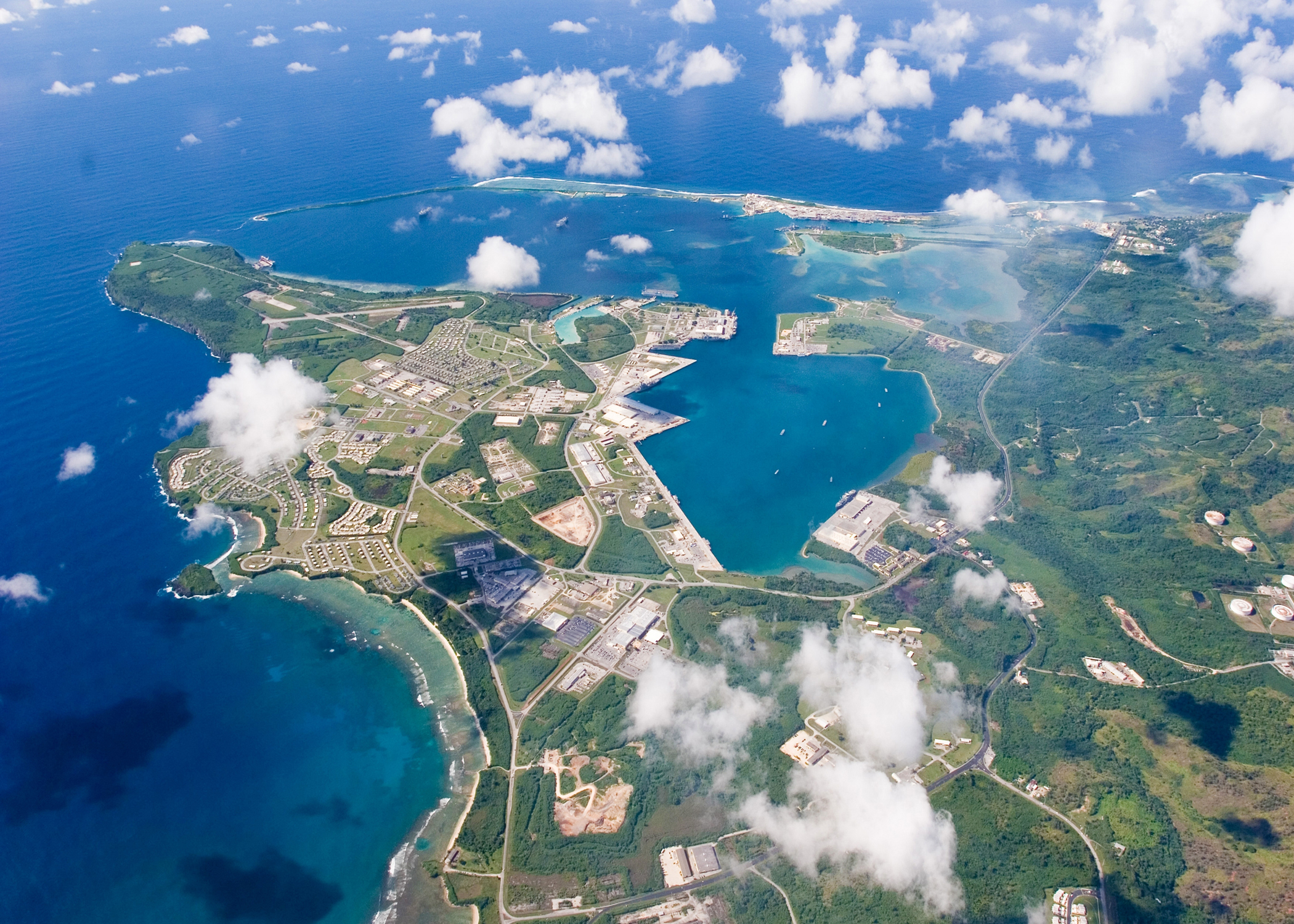
Naval Base Guam
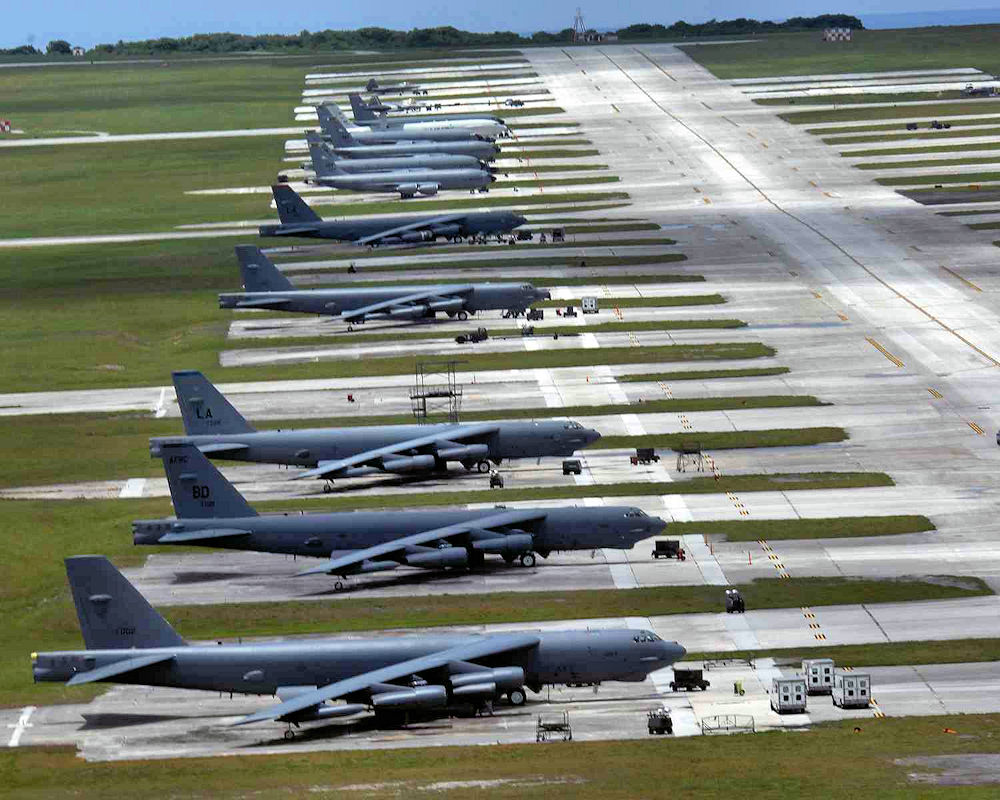
Andersen Air Force Base

- Biblioteca Nacional de España: XX455849
- Gemeinsame Normdatei: 4094188-7
- KulturNav: a3da8fcc-47a5-498a-9338-75951c8924da
- Library of Congress Control Number: n50000810
- MusicBrainz: 43dd540a-78cd-319f-bab9-214b5430f3f2
- National Archives and Records Administration: 10044448
- Bibliotheek van het Japanse parlement: 00628452
- Nationale Bibliotheek van Tsjechië: ge841393
- Nationale Bibliotheek van Israël: 987007554838405171
- Système universitaire de documentation: 027337901
- Virtual International Authority File: 138321683
- WorldCat: E39PBJpPx4XkcXrxffMDcXQDv3